# Otto Kähler
Otto Kähler (3 de março de 1894 - 2 de novembro de 1967) foi um oficial alemão que serviu no Deutsches Heer durante a Segunda Guerra Mundial. Foi condecorado com a Cruz de Cavaleiro da Cruz de Ferro com Folhas de Carvalho.

## Condecorações
| Cruz de Ferro (1939) 2ª Classe                                   | 1 de outubro de 1915   |
| Distintivo de Guerra U-Boot                                      | 1918                   |
| Cruz de Ferro (1939) 2ª Classe                                   |                        |
| Cruz de Ferro (1939) 1ª Classe                                   |                        |
| Distintivo de Guerra de Cruzador Auxiliar                        |                        |
| Cruz de Cavaleiro da Cruz de Ferro                               | 22 de dezembro de 1940 |
| Cruz de Cavaleiro da Cruz de Ferro com Folhas de Carvalho nº 583 | 15 de setembro de 1944 |